# غاري فيغيروا
غاري فيغيروا (بالإنجليزية: Gary Figueroa)‏ هو لاعب كرة الماء أمريكي، ولد في 28 سبتمبر 1956 في فينيكس في الولايات المتحدة.

## وصلات خارجية
- غاري فيغيروا على موقع الاتحاد الدولي للسباحة (الإنجليزية)
- غاري فيغيروا على موقع قاعة مشاهير السباحة الأمريكية (الإنجليزية)
- غاري فيغيروا على موقع اللجنة الأولمبية الدولية (الإنجليزية)
- غاري فيغيروا على موقع أوليمبيديا (الإنجليزية)